# Mijnstadion
Le Mijnstadion (traduction littérale: stade des Mines) est un stade de football localisé à Beringen dans la Province de Limbourg en Belgique. Son nom est puisé dans le riche passé minier (mines de charbon) de la localité de Beringen
Ce stade est longtemps celui du K. Beringen FC, club qui a évolué durant 63 saisons dans les séries nationales du football belge, dont 25 championnats en Division 1. Quand en 2002, ce club fusionne avec son voisin du K. VV Vigor pour former le K. VK Beringen, le club nouvellement constitué s'installe au Mijnstadion.
Mais lors de l'été 2004, le Conseil communal de Beringen autorise le K. Heusden-Zolder SK (à l'époque en Division 2) à venir y jouer, à condition d'ajouter "Beringen" à sa dénomination (K. Beringen Heusden-Zolder SK). Malgré des protestations locales, le projet aboutit. Le K. VK Beringen est mis "à la porte" et s'en va jouer sur l'ancien site (dépouvu d'éclairage) du Vigor: "De Motbemden", dans la Hasseltsesteenweg.
Au printemps 2006, K Beringen Heusden-Zolder SK fait faillite. Depuis le stade n'a plus de cercle résident et n'est plus employé que pour des manifestations ponctuelles: équipes nationales de jeunes, formation d'équipes d'âge, cours (entraîneurs, arbitres,...) dispensés par l'URBSFA.

### Sources et Liens externes
- Wikipedia en Anglais